# Trent Richardson
Trenton Jamond „Trent“ Richardson (geboren am 10. Juli 1990 in Pensacola, Florida) ist ein US-amerikanischer American-Football-Spieler auf der Position des Runningbacks. Er spielte College Football für die University of Alabama, mit der er zweimal das BCS National Championship Game gewann, und wurde mit dem Doak Walker Award ausgezeichnet. Im NFL Draft 2012 wurde Richardson als dritter Spieler von den Cleveland Browns ausgewählt. In der Saison 2013 gaben die Browns ihn per Trade an die Indianapolis Colts ab. Im März 2015 entließen die Colts Richardson, danach kam er zu keinem weiteren Einsatz in der NFL. Anschließend spielte er für die Saskatchewan Roughriders in der Canadian Football League (CFL) und die Birmingham Iron in der kurzlebigen Alliance of American Football (AAF). Seit 2021 steht Richardson bei den Caudillos de Chihuahua in Mexiko unter Vertrag.

## College
Richardson besuchte die Escambia High School in seiner Heimatstadt Pensacola, Florida.
Von 2009 bis 2011 ging Richardson auf die University of Alabama, wo er College Football für die Alabama Crimson Tide spielte. In den Spielzeiten 2009 und 2010 war er Ergänzungsspieler hinter dem Heisman-Trophy-Gewinner Mark Ingram Jr., bevor er 2011 die Rolle des Starters übernahm. Als Freshman gewann Richardson 2009 mit Alabama das BCS National Championship Game gegen die Texas Longhorns. Dabei kam er auf 109 Yards Raumgewinn und erzielte zwei Touchdowns. In der Saison 2011 erlief Richardson 1679 Yards und erzielte 21 Touchdowns. Er war einer der Finalisten bei der Wahl zur Heisman Trophy und gewann den Doak Walker Award als bester College-Football-Runningback. Zudem wurde Richardson als Offensive Player of the Year in der Southeastern Conference (SEC) ausgezeichnet und zum Unanimous All-American gewählt. Er stellte neue Bestwerte für die meisten Rushing-Yards eines Spielers der Crimson Tide sowie für die meisten erlaufenen Touchdowns eines Spielers aus der SEC in einer Saison auf. Beim 21:0-Sieg im BCS National Championship Game gegen die LSU Tigers erlief er 96 Yards und erzielte den einzigen Touchdown der Partie. Nach der Saison gab Richardson seine Anmeldung für den NFL Draft bekannt.

## NFL
Richardson wurde im NFL Draft 2012 als dritter Spieler von den Cleveland Browns ausgewählt. Die Browns gaben ihren Pick an vierter Stelle zusammen mit einem Viert-, einen Fünft- und einen Siebtrundenpick an die Minnesota Vikings ab, um sich Richardson zu sichern. Wegen einer Knieoperation im August verpasste er die Preseason, ab dem ersten Spieltag der Regular Season war er wieder einsatzbereit. Richardson kam als Rookie in 15 Spielen auf 950 Yards und 12 Touchdowns, allerdings erlief er nur 3,6 Yards pro Versuch. Die letzte Partie der Saison verpasste er wegen einer Knöchelverletzung, zudem spielte er in neun Partien mit gebrochenen Rippen.
Nachdem Richardson in den ersten beiden Spielen der Saison 2013 bei 31 Läufen nur auf 105 Yards gekommen war, gaben die Browns Richardson im Austausch gegen einen Erstrundenpick an die Indianapolis Colts ab. Gegen Ende der Saison 2013 verlor Richardson seine Position als Starter an Donald Brown, nachdem er in den ersten neun Spielen für Indianapolis auf lediglich 2,8 Yards pro Lauf gekommen war. In die Spielzeit 2014 ging er wieder als Starter, wurde aber nach wenig überzeugenden Leistungen gegen Ende der Saison erneut zum Ersatzspieler degradiert. Vor dem AFC Championship Game gegen die New England Patriots verpasste Richardson unangemeldet eine Trainingseinheit, da seine Freundin wegen Schwangerschaftskomplikationen im Krankenhaus war. Daraufhin wurde er für zwei Spiele vom Team suspendiert. Nach Saisonende entließen die Colts Richardson am 12. März 2015 wegen seiner mangelnden Arbeitsmoral und weil er mehrfach mit Übergewicht aufgefallen war.
Kurz nach seiner Entlassung in Indianapolis unterschrieb Richardson einen Zweijahresvertrag bei den Oakland Raiders. Wegen einer Lungenentzündung verpasste er einen Teil der Saisonvorbereitung. Richardson wurde letztlich nicht für den Kader der Raiders für die Regular Season berücksichtigt und am 1. September 2015 wieder entlassen.
Im April 2016 nahmen die Baltimore Ravens Richardson unter Vertrag. Im Juni 2016 musste er sich einer Knieoperation unterziehen, im August trennten die Ravens sich von Richardson.

### NFL-Statistiken
| Saison                             | Team  | Spiele | Spiele | Rushing | Rushing | Rushing | Rushing | Rushing | Receiving | Receiving | Receiving | Receiving | Receiving | Fumbles | Fumbles |
| Saison                             | Team  | GP     | GS     | Att     | Yds     | Avg     | Lng     | TD      | Rec       | Yds       | Avg       | Lng       | TD        | Fum     | Lost    |
| ---------------------------------- | ----- | ------ | ------ | ------- | ------- | ------- | ------- | ------- | --------- | --------- | --------- | --------- | --------- | ------- | ------- |
| 2012                               | CLE   | 15     | 15     | 267     | 950     | 3,6     | 32      | 11      | 51        | 367       | 7,2       | 27        | 1         | 3       | 0       |
| 2013                               | CLE   | 2      | 2      | 31      | 105     | 3,4     | 10      | 0       | 7         | 51        | 7,3       | 18        | 0         | 0       | 0       |
| 2013                               | IND   | 14     | 8      | 157     | 458     | 2,9     | 22      | 3       | 28        | 265       | 9,5       | 24        | 1         | 3       | 1       |
| 2014                               | IND   | 15     | 12     | 159     | 519     | 3,3     | 27      | 3       | 27        | 229       | 8,5       | 24        | 0         | 2       | 1       |
| Total                              | Total | 46     | 37     | 614     | 2032    | 3,3     | 32      | 17      | 113       | 912       | 8,1       | 27        | 2         | 8       | 2       |
| Quelle: pro-football-reference.com |       |        |        |         |         |         |         |         |           |           |           |           |           |         |         |

## Nach der NFL
In der Saison 2017 bestritt Richardson vier Spiele für die Saskatchewan Roughriders in der Canadian Football League (CFL). Bei 48 Läufen erzielte er 269 Yards Raumgewinn und zwei Touchdowns. Wegen einer Knöchelverletzung verpasste er drei Partien. Im Sommer 2018 entließen die Roughriders Richardson, da er sich den Birmingham Iron in der Alliance of American Football (AAF) anschließen wollte. Richardson konnte nicht mehr in Kanada spielen, ohne das Sorgerecht für seine vier Kinder zu verlieren. Bei den Iron in der AAF gelangen Richardson insgesamt zwölf Touchdowns, was Bestwert der Liga war, die bereits während ihrer ersten Saison den Spielbetrieb aus finanziellen Gründen einstellte. Im Jahr 2021 schloss Richardson sich den Caudillos de Chihuahua in Mexiko an.